# ماري غريس كانفيلد
ماري غريس كانفيلد (بالإنجليزية: Mary Grace Canfield)‏ هي ممثلة أمريكية، ولدت في 3 سبتمبر 1924 في روتشستر في الولايات المتحدة، وتوفيت في 15 فبراير 2014 في سانتا باربارا في الولايات المتحدة بسبب سرطان الرئة.

## وصلات خارجية
- ماري غريس كانفيلد على موقع IMDb (الإنجليزية)
- ماري غريس كانفيلد على موقع قاعدة بيانات برودواي على الإنترنت (الإنجليزية)
- ماري غريس كانفيلد على موقع قاعدة بيانات الفيلم (الإنجليزية)